# Hospital Dr. Rafael Ángel Calderón Guardia
El Hospital Dr. Rafael Ángel Calderón Guardia se encuentra ubicado al noreste de la ciudad de San José, Costa Rica. Esta entre las avenidas 7° y 9° y entre las calles 17 y 19. Es uno de los principales hospitales estatales del sistema de salud costarricense. Pertenece a la Caja Costarricense del Seguro Social
Está catalogado como un hospital de Clase A. 
En 2022 fue declarado Institución Benemérita de la Patria.

## Dedicatoria
Este hospital le debe su nombre al Dr. Rafael Ángel Calderón Guardia, Creador de la Caja Costarricense del Seguro Social, Benemérito de la Patria, Presidente de la República de Costa Rica (1940-1944), y se le considera el mayor reformador social de Costa Rica. Ubicado en Barrio Aranjuez

## Historia
El hospital inicia funciones, bajo el nombre del "Policlínico del Seguro Social" el primero de noviembre del año 1943. En esta etapa de comienzo, solo daba Consulta externa con un equipo de veinte médicos y distribuida en cuatro consultorios. 
Como en un inicio el área de construcción física no era apta para pacientes, entonces se requirieron los servicios del Hospital San Juan de Dios. Pero el crecimiento de la demanda del hospital hizo que la necesidad de un edificio fuese prioritaria. Para suplir esta demanda se compró el llamado edificio "Casa Cuna". 
En 1945 se logra abrir el servicio de internado con un alrededor a 200 camas, lo que hace que se le cambie el nombre a "Hospital Central". En 1972 se le cambia el nombre al actual.

## Incendio 12 de julio de 2005
El 12 de julio de 2005, a las 2:23 a. m., hora de Costa Rica, empezó un incendio que acabó con toda una sección del hospital. Dicha sección está ubicada en el sector nordeste del complejo hospitalario. Era de las partes más antiguas del hospital y databa del año 1943. Por esta razón, a esa parte del hospital nunca se le incluyó ningún tipo de sistema contra incendios. El incendio comenzó en el quinto piso del hospital y causó unas 19 muertes. El mismo también dejó unos 1800 metros cuadrados destruidos. El gobierno decretó 3 días de duelo y emergencia nacional.
El incendio fue intencionado, cuyo autor responsable fue Juan Carlos Ledezma, un hombre de 26 años. Inicialmente fue condenado a 50 años de prisión (pena máxima del sistema penal costarricense) por el delito, pero en el 2008 el tribunal de casación redució su pena a 20 años. 

## Incendio de marzo del 2016
En el mes de marzo del 2016 se detectó un incendio, que por suerte pudo ser controlado a tiempo pero se cree que este fue iniciado por mano criminal ya que en un basurero del área de cirugía documentos tomados de este departamento los cuales fueron quemados con un líquido acelerador, lo cual hizo que el fuego se propagara más rápido. Por la rápida acción no se contabilizó ninguna muerte.